# Séraphin de Sarov
Pour les articles homonymes, voir Séraphin.
Séraphin ou Seraphim de Sarov (en russe : Серафим Саровский), né Prokhore Isidorovitch Mochnine (en russe : Про́хор Исидо́рович Мошни́н), né à Koursk le 19 juillet 1754 (ou 1759) et mort au monastère de Sarov le 2 janvier 1833, est un saint orthodoxe.
Il compte parmi les saints les plus populaires de cette Église, qui le fête le 2 janvier, ainsi que le 19 juillet.

## Biographie
Né le 19 juillet 1754 ou 1759, Prokhore est le fils d'Isidore Mochnine, un briquetier entrepreneur en bâtiment de Koursk, à 500 km au sud de Moscou. Sa mère, en bonne chrétienne, avait amené l'enfant blessé après un grave accident pour prier devant l'icône de la Vierge de Koursk. Séraphin se souvint toute sa vie de sa guérison miraculeuse.
À dix-sept ans, il rend visite à Dossifeï de Kiev (ru). À dix-neuf ans, il entre comme novice au monastère de Sarov, à 350 km à l'est de Moscou. Huit ans plus tard, il reçoit, avec son habit de moine, un nouveau nom : Séraphim (ce qui signifie « flamboyant », en hébreu – שְׂרָפִים). Ordonné diacre, puis prêtre, il obtient en 1790 de l'higoumène de son monastère la permission de se retirer en ermite dans la forêt.

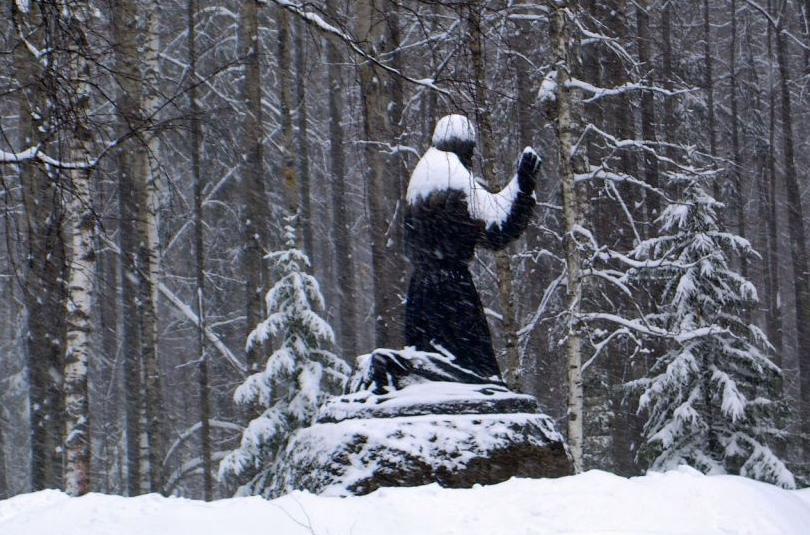
Statue de saint Séraphin en prière sur son rocher à Sarov.

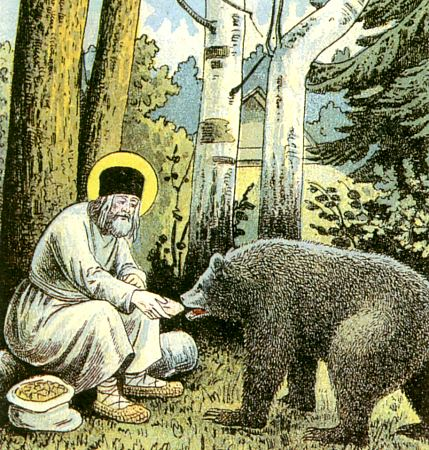
Saint Séraphin coiffé d'un chamilauque et auréolé de sainteté, nourrit un ours à l'extérieur de son ermitage.

Partageant sa vie entre son ermitage et le monastère de Sarov, il suit une ascèse rigoureuse, faite de jeûne, de solitude, d'humilité et de prière avec, comme objectif permanent, de se « rapprocher du Christ ». Il lit la Bible — il lisait le Nouveau Testament en entier chaque semaine — ainsi que les Pères de l'Église.
Dans son immense désir de tout rapporter à Jésus, il donne aux environs de son ermitage des noms de lieux bibliques. À « Nazareth », il chante les hymnes akathistes à la Vierge, récite les offices de sexte et none au « Golgotha », lit l'évangile de la Transfiguration au « mont Thabor », et entonne à « Bethléem » le Gloria.
Il adopte même, pendant un temps, la vie des stylites. Ainsi, durant mille jours et nuits, il passe des heures à prier sur un rocher. Cependant, comme lui-même le faisait remarquer à un novice qui l'en louait, en comparaison de Syméon l'Ancien, c'était peu de temps.
Un événement, qui faillit lui coûter la vie, illustre bien le caractère du « misérable Séraphin », ainsi qu'il se désignait lui-même. En septembre 1804, il est agressé dans son ermitage par trois brigands venus d'un village voisin et qui veulent le voler, lui qui ne possède rien ! N'ayant rien trouvé, ils le battent et le laissent pour mort, avec une fracture du crâne et plusieurs côtes cassées. Plus tard, les brigands sont retrouvés. Le père Séraphin, qui entretemps a été ramené au monastère, s'oppose formellement à ce qu'ils soient châtiés : il leur a pardonné. Après cet incident, son higoumène ne le laissera plus retourner à son ermitage, et c'est dans le monastère de Sarov que Séraphin vivra par la suite.

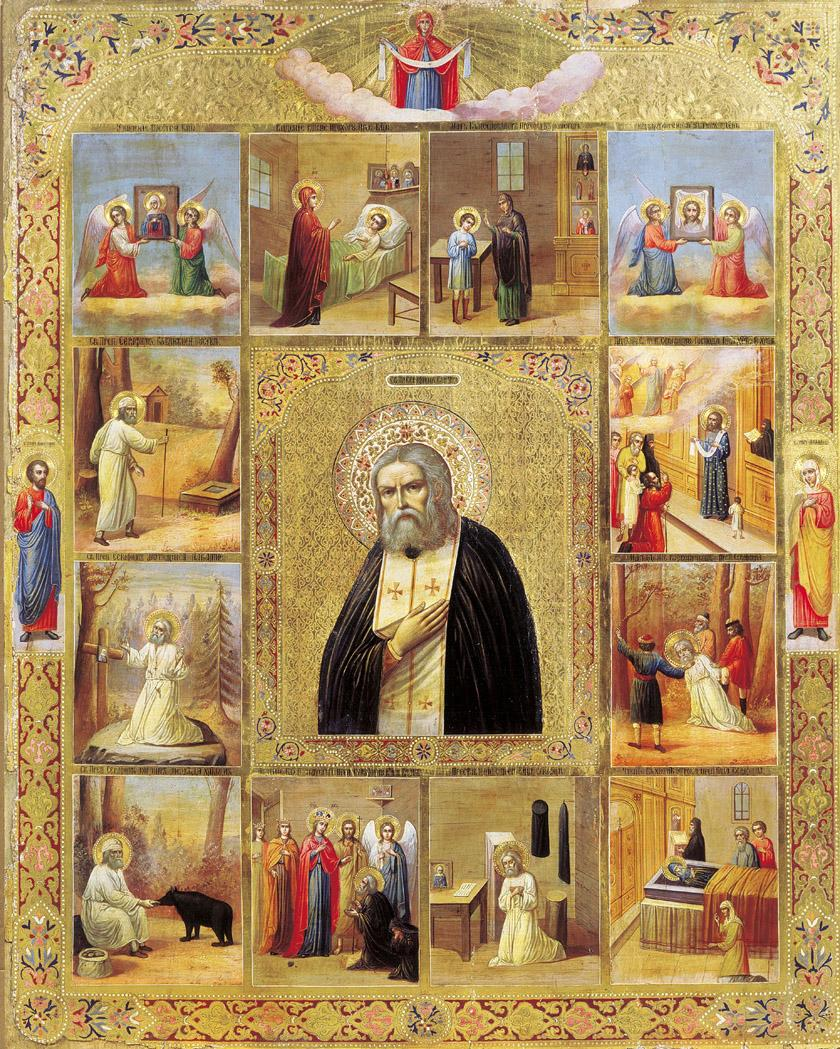
Épisodes de la vie de saint Séraphin.

Même si, comme tout moine et tout ermite, il reçoit parfois quelques visites, ce n'est qu'à partir de 1822, alors qu'il est déjà âgé de soixante-trois ans, que sa renommée se répand. Il est alors continuellement assailli de visiteurs : fermière du voisinage, militaire, moine, pèlerin, prince, prêtre, femme du monde, haut dignitaire de l’Église, commerçant, ils viennent tous, par centaines, et se pressent autour de lui pour le questionner, pour l'entendre, pour le voir. Et que voient-ils ? Un petit vieux « tout blanc, tout ratatiné, tout sec, aux yeux bleus » et au sourire « incompréhensiblement radieux ». Un petit vieux qui reçoit chaque visiteur par ces mots : « Bonjour, ma joie », et encore « Christ est ressuscité ! » Et son accueil, sa sagesse, sa « clairvoyance » — n'accueille-t-il pas certaines personnes par ces mots : « Je sais, je sais », les faisant passer devant tout le monde, leur prodiguant conseils et consolation avant même qu'ils aient dit qui ils étaient ou pourquoi ils venaient ? — apportent encouragement, apaisement à tous ces visiteurs, parfois un peu trop pressants.
Cependant, son empathie — on disait alors : « don de préconnaissance » — et ses conseils ne sont pas les seules raisons de la popularité du père Séraphin : beaucoup de malades viennent le voir et obtiennent par ses prières des guérisons, dont les plus spectaculaires sont celles de Mikhaïl Mantourov et de Nikolaï Motovilov. Malgré les tracasseries que lui inflige parfois sa hiérarchie — avait-on déjà vu un moine aussi « indiscipliné » ? — il peut, grâce à Mantourov, fonder une communauté monastique de femmes à Diveïevo, à quelques kilomètres du monastère de Sarov. Et il aura avec Motovilov un long entretien qui, consigné par écrit, est considéré comme l'un des sommets de la spiritualité orthodoxe.
Dans la nuit du 1er au 2 janvier 1833, quoique l'on fût dans le Temps de Noël, on l'entend chanter les hymnes de Pâques, notamment le tropaire de la Résurrection. Ce seront ses dernières paroles. Il est trouvé au petit matin dans sa cellule, agenouillé comme en prière devant une icône de la Théotokos, mort.

## Canonisation
Le 19 juillet 1903, soixante-dix ans après sa mort, prenant acte de la vénération dont le starets Séraphin était l'objet, « persuadé de l'authenticité des miracles attribués aux prières du starets Séraphin, et rendant grâce à Dieu glorifié dans ses saints », le Saint-Synode procède à sa canonisation.
En présence du tsar Nicolas II, d'un clergé nombreux et d'une foule immense eut lieu l'office de canonisation, au cours duquel on chante le tropaire composé en l'honneur du nouveau saint :
| Texte original en slavon ecclésiastique | Traduction française |
| --- | --- |
| От юности Христа возлюбил еси блаженне, и Тому единому работати пламенне вожделев, непрестанною молитвою и трудом в пустыни подвизался еси, умиленным же сердцем любовь Христову стяжав, избранник возлюблен Божия Матере явился еси. Сего ради вопием ти: спасай нас молитвами твоими, Серафиме, преподобне отче наш. | Dès ta jeunesse tu as aimé le Christ, ô bienheureux, et désirant avec ardeur ne servir que Lui seul, tu as accompli des exploits au désert par la prière continuelle et le labeur, par la tendresse de ton cœur tu as acquis l’amour du Christ, et tu es devenu l’élu bien-aimé de la Mère de Dieu, c’est pourquoi nous te clamons : sauve-nous par tes prières, vénérable Père Séraphin. |

Il devient un des saints les plus populaires de l'Église russe. Il est fêté le 2 janvier (naissance au ciel), ainsi que le 19 juillet (translation et découverte des reliques).
Son sanctuaire avec ses reliques se trouve au monastère de Divéyevo.
Le cimetière Serafimovski dans le quartier historique de Saint-Pétersbourg Staraïa Derevnia tient son nom de l'église construite en 1906 sur son territoire qui lui est consacrée.
Plusieurs paroisses de l'émigration russe se sont placées sous le patronage de saint Séraphin. Ainsi en existe-t-il en France, une à Paris, une à Gagny (93), et une autre à Saint-Lizier (09).

## Sa spiritualité
La spiritualité de Séraphin, très ancrée dans la Bible et la tradition orthodoxe – en particulier la Philocalie –, s'exprime en particulier dans son Entretien avec Motovilov, ainsi que dans les Instructions spirituelles rassemblées par les moniales de Divéyevo. On lui attribue un certain nombre de dons surnaturels, dont celui de lévitation. Séraphin est aussi doté du don de prophétie : il annonce la révolution des dizaines d'années auparavant : « La vie sera courte, alors, les anges auront à peine le temps de ramasser les âmes ».

## Sa vision prophétique
Homme de prière, profondément spirituel, le père Séraphin voyait « au-delà des apparences ». Outre de nombreuses paroles « personnelles » qu'il prodigua à ses innombrables visiteurs, on rapporte – mais il s'agit d'ouï-dire – qu'il annonça des temps de troubles survenant après une grande joie : « En plein été, on chantera Pâques », mais « cette joie sera de courte durée », « la vie sera courte, alors, les anges auront à peine le temps de ramasser les âmes… », que l'on a identifié, après coup, avec la révolution russe survenue quelques années après la canonisation de saint Séraphin, suivie du coup d'État bolchévik, puis de la grande terreur et du stalinisme. Il aurait également fait des prophéties sur l'avenir de la France qui, « pour son amour pour la Mère de Dieu, la sainte Notre Dame, sera donnée aux 17 millions de Français, avec sa capitale dans la ville de Reims, pendant que Paris sera tout détruit. »

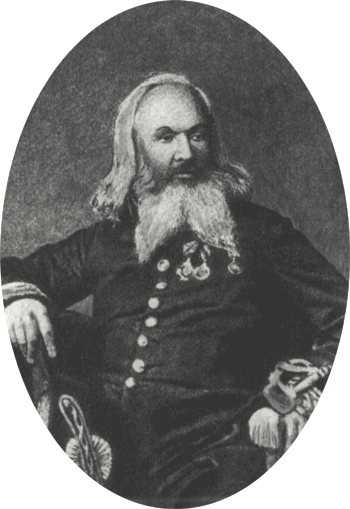
Nikolay Motovilov.

## Ouvrages
- Séraphim de Sarov (trad. Madame Mouraviev, préf. Michel Evdokimov), L'Entretien avec Motovilov, Arfuyen, coll. « Les carnets spirituels », 2002, 93 p. (ISBN 978-2-84590-010-3, lire en ligne)  Entretien retrouvé en 1902 dans les papiers de Nikolay Motovilov après sa mort et publié en 1903. Traduit en français en 1957.
- « Instructions spirituelles » (1837), dans Irina Gorainoff, Seraphim de Sarov, sa vie, 1987, p. 189-214.